# Thomas Gold
Thomas Gold (22 de maig de 1920—22 de juny de 2004) va ser un astrofísic austríac.
Va exercir com a professor d'astronomia en la Universitat Cornell i va ser membre de l'Acadèmia Nacional de les Ciències dels Estats Units. Gold, juntament amb Hermann Bondi i Fred Hoyle van fer avanços en l'enteniment de la cosmologia durant la dècada de 1950, mitjançant la proposició de la controvertida teoria de l'estat estacionari.

## Vida
Originari d'Àustria, va ser educat a la Universitat Zouz, a Suïssa i en el Trinity College de Cambridge. Al començament de la Segona Guerra Mundial va ser considerat enemic estranger i empresonat. Allí va conèixer a Herman Bondi. Una vegada alliberat, va treballar amb Bondi i Fred Hoyle en radars. Després, els tres estendrien el seu camp d'estudi a l'astrofísica. Junts van desestabilitzar els dogmes existents amb les seves teories no ortodoxes sobre la naturalesa del cosmos. Temps després va treballar a l'Observatori de Greenwich, a Herstmonceaux, Sussex, Anglaterra i en la Universitat Harvard, Estats Units.
Al començament de 1959, la Universitat Cornell li va oferir l'oportunitat de formar una unitat interdisciplinària per a la investigació espacial i radiofísica, i tenir al seu càrrec el Departament d'Astronomia. Gold va acceptar i es va mantenir en el lloc fins a la seva mort.
Gold es va casar dues vegades, amb Merle Tuberg el 1947 i amb Carvel Beyer el 1972. Va tenir tres filles del seu primer matrimoni i una del segon. Va morir als 84 anys.

## Astrofísica
Gold va dur a terme investigacions sobre cosmologia i camps magnètics, i encunyà el terme magnetosfera per als camps magnètics estel·lars i de la Terra. Juntament amb Bondi, va desenvolupar la teoria de l'estat estacionari. Poc temps després del descobriment dels púlsars, el 1968, Gold i Hoyle van identificar correctament aquests objectes com a estrelles de neutrons que giren ràpidament i amb intens camp magnètic.
Durant diversos anys Gold va proposar la idea que una gruixuda capa de pols podria cobrir gran part de la superfície lunar. La seva opinió va influir en el disseny de les naus per a l'aterratge lunar del Programa Surveyor, portat a terme pels Estats Units.
El 1985 va guanyar la Medalla d'or de la Reial Societat Astronòmica de Londres.

## Origen del petroli
Gold va adquirir fama pel seu paper de 1992 "The Deep Hot Biosphere", publicat per l'Acadèmia de Ciències dels Estats Units en la seva revista Proceedings of the National Academy of Sciences. Allí va presentar un controvertit punt de vista sobre l'origen del carbó, petroli cru i dipòsits de gas.
La teoria suggereix que el carbó i els dipòsits de petroli són produïts a través de la força tectònica, més que de la descomposició de fòssils. El 1999 va publicar un llibre amb el mateix títol, en el qual expandia els arguments del paper i incloïa especulacions sobre l'origen de la vida.
Gold ha estat acusat de plagiar la teoria abiogènica de geòlegs soviètics que ja l'havien publicat en la dècada de 1950. Encara que més tard va donar crèdit a les investigacions soviètiques, va reclamar que ell havia estat el primer a publicar un paper el 1979 sobre teoria abiogènica sense citar literatura soviètica sobre el tema. Els defensors de Gold mantenien que aquests càrrecs eren infundats: ells deien que, després de formular les seves opinions sobre el petroli el 1979, va començar a trobar les investigacions esmentades i a traduir-les. Gold estava decebut que les seves idees no fossin originals i alhora, fascinat, ja que la independència en la formulació de la mateixa idea agregava pes a la hipòtesi. Ells insistien que Gold sempre havia donat crèdit al treball soviètic una vegada que va estar assabentat del tema.
No obstant això, investigacions recents han demostrat que els bacteris viuen a profunditats majors de les estimades. Encara que això no és suficient per provar la teoria de Gold, brinda majors arguments.
| « | «Hydrocarbons are not biology reworked by geology (as traditional view would hold), but rather geology reworked by biology.» «Els hidrocarburs no són biologia modificada per la geologia (com sosté el punt de vista tradicional), sinó més aviat geologia modificada per la biologia.» | » |

## Selecció de publicacions
- Pumphrey, R. J.; Gold, T. «Transient reception and the degree of resonance of the human ear». Nature, 160, 4056, 1947, p. 124–125. DOI: 10.1038/160124b0. ISSN: 0028-0836..
- Pumphrey, R. J.; Gold, T. «Hearing. I. The Cochlea as a Frequency Analyzer». Proceedings of the Royal Society B, 135, 881, 1948, p. 462–491. DOI: 10.1098/rspb.1948.0024. ISSN: 0080-4649..
- Gold, T. «Hearing. II. The Physical Basis of the Action of the Cochlea». Proceedings of the Royal Society B, 135, 881, 1948, p. 492–498. DOI: 10.1098/rspb.1948.0025. ISSN: 0080-4649..
- Bondi, H.; Gold, T. «The Steady-State Theory of the Expanding Universe». Monthly Notices of the Royal Astronomical Society, 108, 1948, p. 252–270. DOI: 10.1093/mnras/108.3.252. ISSN: 1365-2966..
- Gold, T. «Instability of the Earth's Axis of Rotation». Nature, 175, 4456, 1955, p. 526–529. DOI: 10.1038/175526a0. ISSN: 0028-0836..
- Gold, T. «Motions in the Magnetosphere of the Earth». Journal of Geophysical Research, 64, 9, 1959, p. 1219–1224. DOI: 10.1029/JZ064i009p01219. ISSN: 0148-0227..
- Gold, T.; Hoyle, F. «On the origin of solar flares». Monthly Notices of the Royal Astronomical Society, 120, 1960, p. 89–105. DOI: 10.1093/mnras/120.2.89. ISSN: 1365-2966..
- Gold, T. «The Arrow of Time». American Journal of Physics, 30, 6, 1962, p. 403–410. DOI: 10.1119/1.1942052. ISSN: 0002-9505..
- Gold, T. «Rotating neutron stars and the nature of pulsars». Nature, 221, 5175, 1969, p. 25–27. DOI: 10.1038/221025a0. ISSN: 0028-0836..
- Gold, T. «The Nature of the Lunar Surface: Recent Evidence». Proc. Am. Philos. Soc., 115, 2, 1971, p. 74–82. ISSN: 0003-049X..
- Gold, T. «Terrestrial sources of carbon and earthquake outgassing». Journal of Petroleum Geology, 1, 3, 1979, p. 3–19. DOI: 10.1111/j.1747-5457.1979.tb00616.x. ISSN: 0141-6421..
- Gold, T.; Soter, S. «The deep earth gas hypothesis». Scientific American, 242, 6, 1980, p. 155–161. DOI: 10.1038/scientificamerican0680-154. ISSN: 0036-8733..
- Gold, T.; Soter, S. «Abiogenic methane and the origin of petroleum». Energy Exploration & Exploitation, 1, 2, 1982, p. 89–104. ISSN: 0144-5987..
- Gold, T. Power From the Earth: Deep Earth Gas - Energy for the Future.  Londres: Dent & Sons, 1987. ISBN 0-460-04462-1..
- Gold, T. «The deep, hot biosphere». Proceedings of the National Academy of Sciences, 89, 13, 1992, p. 6045–6049. DOI: 10.1073/pnas.89.13.6045. ISSN: 1091-6490..
- Gold, T. The Deep Hot Biosphere.  Nova York: Springer, 1999. ISBN 0-387-98546-8..
- Gold, T. Taking the Back Off the Watch: A Personal Memoir.  Nova York: Springer, 2012. ISBN 9783642275876..